# Zamek w Gniewkowie
Zamek w Gniewkowie – nieistniejący zamek z XIV wieku w Gniewkowie na Kujawach.
Gniewkowo po raz pierwszy wzmiankowane było w związku z najazdem krzyżackim w roku 1332, jednak warownia powstała nieco wcześniej, najpewniej w związku z pogłębianiem się podziałów dzielnicowych i w efekcie wyodrębnienia się na przełomie XIII i XIV wieku kasztelani gniewkowskiej. Warownię wzniesiono w pobliżu miasta, które wznosiło się na równinie pozbawionej większych cieków wodnych. W średniowieczu miasto być może posiadało drewniano-ziemne umocnienia. Niekiedy, bez podania podstaw, przypuszcza się, że w czasie okupacji krzyżackiej (1332–1343) wzniesiono w Gniewkowie murowany zamek. W międzyczasie warownia miała być dwukrotnie (1332, 1375) niszczona i odbudowywana oraz z całym księstwem zastawiona (na przełomie 1363/1364 roku) królowi Kazimierzowi Wielkiemu przez Władysława Białego. Kronikarz Janko z Czarnkowa zanotował, że w czasach panowania króla Ludwika Węgierskiego zamek w Gniewkowie opanował we wrześniu 1373 roku książę Władysław Biały, który w tym celu wrócił na Kujawy z Dijon we Francji. Władysław Biały zajmował Gniewkowo krótko, ponieważ wobec szybkiej reakcji lojalnej wobec Ludwika szlachty wielkopolskiej i kujawskiej dowodzonej przez Sędziwoja z Szubina, zmuszony był zwrócić zamek, który jednak przy okazji został spalony. Do ponownego konfliktu doszło w 1375, kiedy Władysław, korzystając z pomocy pana von Osten, a nawet oddziałów burgundzkich Filipa Śmiałego, ponownie wtargnął na Kujawy, zdobywając zamek w Złotorii, zamek w Raciążku i Gniewkowo. Tym razem obie strony były lepiej przygotowane do starć zbrojnych i jeszcze w 1375 armia królewska pokonała Władysława Białego w bitwie pod Gniewkowem. Po raz ostatni zamek w Gniewkowie był wzmiankowany w 1378 roku, gdy od króla Ludwika Węgierskiego zamek otrzymał w lenno książę Władysław Opolczyk. Książę ten posiadał Gniewkowo do 1391 roku. Późniejsze dzieje zamku są na razie nieznane.
Przyjmuje się jednak, że zamek mógł funkcjonować do lat 30.–40. XV wieku i służyć urzędnikom województwa gniewkowsko-inowrocławskiego, a później może również przez jakiś czas tenutariuszom niegrodowego starostwa. Zapewne właśnie zamek w Gniewkowie był celem najazdu w 1418 roku dokonanego przez starostę inowrocławskiego Jaranda z Brudzewa. Warownia w Gniewkowie uległa zniszczeniu najpóźniej na przełomie XVI i XVII wieku, gdyż w roku 1629 wzmiankowane jest już tylko stanowiące jej relikty wzgórze zwane Grodziskiem.
W tym samym czasie w starostwie istniał zespół drewnianych zabudowań dworskich, w którego skład wchodził parterowy dwór, dom dla czeladzi, kuchnia i stajnia. Wznosiły się one w sąsiedztwie miasta, w innym miejscu niż średniowieczne castrum, a walory obronne założenia były już minimalne i sprowadzały się do tego, iż był ...cały ten dwór oparkaniony wkoło... Stan taki występuje już w 1567 roku, gdy: około wszystkiego dworu jest dylowanie, na którem nie masz pobicia... O dworze (curia) w Gniewkowie wspomina przywilej króla Kazimierza Jagiellończyka z 1450 roku.
Pozostałości warownej siedziby w Gniewkowie to zapewne położone na północny zachód od rynku miejsce zwane Nitkowa Góra, na którym w XVIII wieku wznosił się wiatrak.